# Eurymedont (gigant)
Eurymedont (także Eurymedon; gr. Εὐρυμέδων Eurymédōn, łac. Eurymedon) – w mitologii greckiej jeden z gigantów.
Był najstarszy ze swojego rodzaju. Panował nad ludem gigantów na krańcach ziemi. Miał gwałtowne usposobienie. Zgwałcił Herę, gdy była jeszcze dzieckiem, w wyniku czego narodził się Prometeusz.